# Чебоксаровский сельсовет
Чебоксаровский сельсовет — сельское поселение в Александровском районе Оренбургской области Российской Федерации.
Административный центр — село Чебоксарово.

## История
Статус и границы сельского поселения установлены Законом Оренбургской области от 9 марта 2005 года № 1892/320-III-ОЗ «О муниципальных образованиях в составе муниципального образования Александровский район Оренбургской области»

## Население
| 2010 | 2012 | 2013 | 2014 | 2015 | 2016 | 2017 |
| ---- | ---- | ---- | ---- | ---- | ---- | ---- |
| 380  | ↘361 | ↘359 | ↘340 | ↘334 | ↘317 | ↘314 |
| 2018 | 2019 | 2020 | 2021 |      |      |      |
| ↘311 | ↘305 | ↘293 | ↘279 |      |      |      |

## Состав сельского поселения
| № | Населённый пункт | Тип населённого пункта       | Население |
| - | ---------------- | ---------------------------- | --------- |
| 1 | Стрелецк         | село                         | 0         |
| 2 | Успенка          | село                         | 85        |
| 3 | Чебоксарово      | село, административный центр | 295       |